# Hagryd-Dala
Hagryd-Dala è un'area urbana della Svezia situata nel comune di Kungsbacka, contea di Halland.
La popolazione rilevata nel censimento 2010 era di 391 abitanti .